# Osornophryne sumacoensis
Osornophryne sumacoensis är en groddjursart som beskrevs av Andrew Gallagher Gluesenkamp 1995. Osornophryne sumacoensis ingår i släktet Osornophryne och familjen paddor. IUCN kategoriserar arten globalt som sårbar. Inga underarter finns listade i Catalogue of Life.